# Volkswagen XL1
La Volkswagen XL1 è un'autovettura prodotta in 250 esemplari della casa automobilistica tedesca Volkswagen dal 2013 al 2016.

## Specifiche

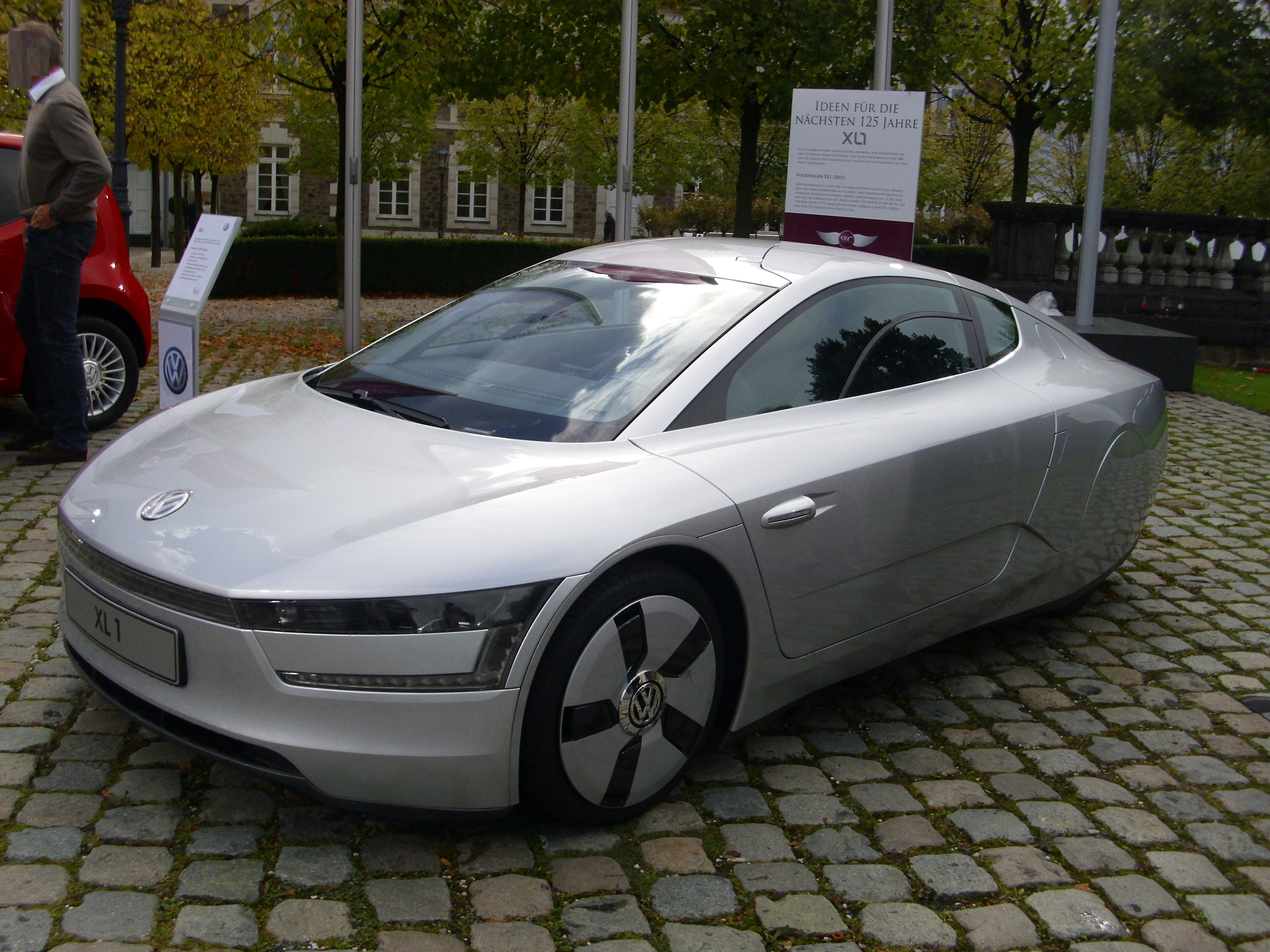
La Volkswagen XL1 Concept

La vettura è un'ibrida plug-in diesel, progettata per essere in grado di percorrere 100 km con 1 litro di gasolio. Per raggiungere tale scopo, è costituita da materiali leggeri e la carrozzeria ha corpo estremamente aerodinamico. La prima concept car è stata presentata nel 2009 con il nome L1, mentre la seconda nel 2011 con il nome definitivo XL1.
La produzione limitata a 250 unità è iniziata a metà 2013 e terminata nel 2016. La Volkswagen XL1 era disponibile solo per il mercato europeo. Meccanicamente si compone di un motore termico diesel da 800 cc bicilindrico da 48 CV abbinato a un motore elettrico da 27 CV, con capacità della batteria al litio di 5,5 kWh che le permette di viaggiare in modalità completamente elettrica per circa 50 km. Il consumo dichiarato di carburante è di 0,9 litri ogni 100 km nell'ambito del ciclo NEDC e con emissioni di 21 g/km di CO2. Le vendite sono iniziate in Germania nel giugno 2014.